# Beovoz
Beovoz je bio sistem prigradske železnice u Beogradu u nadležnosti Železnice Srbije. Koristio se za povezivanje prigradskih naselja i gradova iz uže okoline Beograda, poput Pančeva i Inđije sa centralnim gradskim zonama.

## Istorija
Prve tri kompozicije su puštene u saobraćaj u okviru Beovoza 1992. Beovoz je tada imao tri kraka: prema Batajnici na zapadu, Pančevu na severu i Resniku na jugu. Operativni centar sistema se nalazio u stanici Beograd centar koja je poznatija kao Prokop. Beovoz je unapređen puštanjem u saobraćaj podzemne stanice Vukov spomenik 1995. godine. Pri vrhuncu razvoja ovog projekta, pojedine linije su se pružale sve do Nove Pazove na severu, odnosno do Valjeva na jugu.
Zbog neulaganja, tokom 2000ih godina, Beovoz je počeo da gubi na značaju. 2010. godine, Grad Beograd je od Železnica Srbije preuzeo nekoliko kompozicija i pokrenuo zasebnu gradsku železnicu, BG VOZ. Beovoz je nastavio da postoji izvesno vreme kao sistem prigradske železnice. Kada je otpočela rekonstrukcija Pančevačkog mosta tokom 2010ih godina, Železnice su postepeno menjale i ukidale linije, da bi do sredine decenije projekat sasvim zamro.
Ipak, uspostavljene su pojedine prigradske linije, kao što je Pančevo–Vojlovica—Ovča, što korespondira sa prvom linijom BG Voza, koja saobraća do stanice Ovča.
Godine 2019. je na neki način obnovljena druga linija Beovoza (Beograd–centar—Mladenovac), koja sada funkcioniše kao treća linija BG VOZ-a.

## Linije
Po redu vožnje za 2012. godinu u sistemu gradske i prigradske železnice Beovoz vozovi su saobraćali na sledećim linijama:
Linija 1
Pančevački most—Pančevo–Vojlovica
Linija 2
Beograd–centar—Ripanj—Mladenovac
Linija 3
Pančevo–Vojlovica—Pančevački most—Valjevo
Linija 4
Batajnica—Nova Pazova—Stara Pazova—Inđija

## Spoljašnje veze
- Red vožnje Beovoza sajta železnice Srbije
- BelgradeMaps.com - Mape gradskog prevoza - Beovoz
- Beovoz:rs Архивирано на веб-сајту  (20. мај 2013) pretraživač redova vožnje